# ميدان سراي
 ميدان سراي  بلدة عراقية في محافظة السليمانية شمال العراق تقع على مجرى نهر ديالى.